# Francisco Soca
Vicente Francisco Soca Barreto (Canelones; 24 de julio de 1856 - Montevideo; 29 de marzo de 1922) fue un médico y político uruguayo.

## Biografía
Hijo de una familia que procedía de las Islas Canarias y recientemente afincada en el país. Sus padres fueron Victorio Soca y Bárbara Barreto.
Fue huérfano de padre desde muy niño y criado con dedicación por un amigo de la familia que sustentó sus primeros años de educación. Después de cursar estudios elementales y el bachillerato, Soca inició estudios superiores de medicina, graduándose en Montevideo, previamente había realizado un viaje a Barcelona. 
En 1885, conjuntamente con los profesores Enrique Pouey y Joaquín de Salterain, fue pensionado por el gobierno del general Máximo Santos partiendo para Europa a fin de perfeccionar sus estudios en las principales clínicas del Viejo Continente.
Un tío materno suyo respaldó su perfeccionamiento en la Universidad de París, donde incorporado al ejercicio de su profesión amplió conocimientos, escribiendo en aquella circunstancia un trabajo de gran valor científico que fue publicado en las más prestigiosas revistas de la materia. 

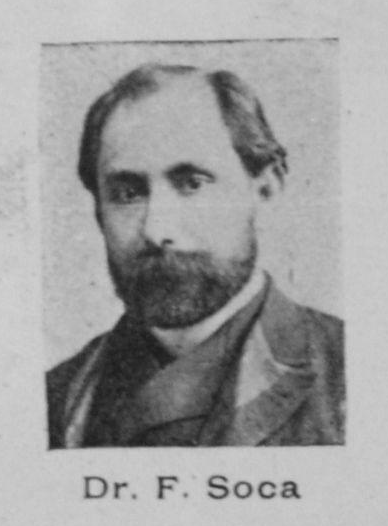

Casado el 5 de abril de 1905 con Luisa Blanco Acevedo, hermana del Doctor Eduardo Blanco Acevedo, con quien tuvo a su única hija, la poetisa Susana Soca.

## Actividad científica
Retorna a la patria y funda una clínica para niños, dispersando sus inquietudes en diversas actividades docentes hasta llegar al Decanato de la Facultad de Medicina y al Rectorado de la Universidad, siendo honrado en el año 1917 con el título de Miembro de la Academia de Medicina de París, la más alta distinción que puede recibir un médico extranjero.
Su sólida capacidad para la acción le permite colaborar en el progreso cívico de la República como integrante de la Cámara de Diputados, del Senado cuya presidencia ejerciera y del Consejo Nacional de Administración.
Su laboriosa personalidad científica había superado las fronteras del Uruguay, para convertirse en una figura de relieve mundial; diversas publicaciones recogieron sus magníficos trabajos de esforzado investigador.

## Actividad política
Fue militante del Partido Colorado y llegó a integrar las Cámaras de Diputados y la de Senadores en varias oportunidades.

## Muerte
Quebrantada su salud, el 29 de marzo de 1922, luego de un ataque cerebrovascular, dejó de existir, rodeado de la gratitud y la conmovida admiración de su pueblo. Descansa en el Panteón Nacional del Cementerio Central de Montevideo, junto a grandes figuras del Uruguay por los méritos de su producción científica. 

## Homenajes
En el departamento de Canelones, una ciudad, el hospital de la ciudad de Canelones, una importante avenida y una plaza de Montevideo, llevan su nombre como homenaje.
En el Parque Batlle, (departamento de Montevideo) se encuentra un importante monumento en su nombre de aproximadamente 8 metros de altura hecho de bronze por el escultor francés Antonio Bourdelle e inaugurado el 22 de Mayo del año 1938.